# Ross McCrorie
Ross McCrorie (* 18. März 1998 in Dailly) ist ein schottischer Fußballspieler, der bei Bristol City unter Vertrag steht. Seit 2024 ist er schottischer Nationalspieler.

## Karriere

### Verein
Ross McCrorie spielte bis zum Jahr 2016 in der Youth Academy der Glasgow Rangers. In dieser absolvierte er neben Ligaspielen der verschiedenen Juniorenteams auch Spiele im Glasgow Cup und war zuletzt Mannschaftskapitän der U-20. Im Februar 2016 wurde McCrorie bis zum Ende der Saison 2015/16 an den Drittligisten Ayr United verliehen. Mit zwei Toren in elf Ligaspielen verhalf er dem Verein die Aufstieg-Play-offs zu erreichen. Diese endeten mit dem Aufstieg in die 2. Liga in Schottland. Im Dezember 2016 unterschrieb er einen neuen Vertrag in Glasgow. Einen Monat später wurde McCrorie für ein halbes Jahr an den Zweitligisten FC Dumbarton verliehen.
Im Juni 2023 wechselte McCrorie für eine Ablösesumme nach England zu Bristol City.

### Nationalmannschaft
Ross McCrorie spielte ab dem Jahr 2013 in Länderspielen der Juniorenteams von Schottland. Er debütierte dabei in der U-15 gegen Deutschland am 20. März 2013. Es folgten in den Jahren danach weitere Einsätze in den Juniorenmannschaften von Schottland bis zur U21 im Jahr 2020. Am 3. Juni 2024 gab er sein Debüt in der A-Nationalmannschaft gegen Gibraltar.